# Lasioptera paniculi
Lasioptera paniculi är en tvåvingeart som beskrevs av Ephraim Porter Felt 1920. Lasioptera paniculi ingår i släktet Lasioptera och familjen gallmyggor. Inga underarter finns listade i Catalogue of Life.